# Landstraat 10

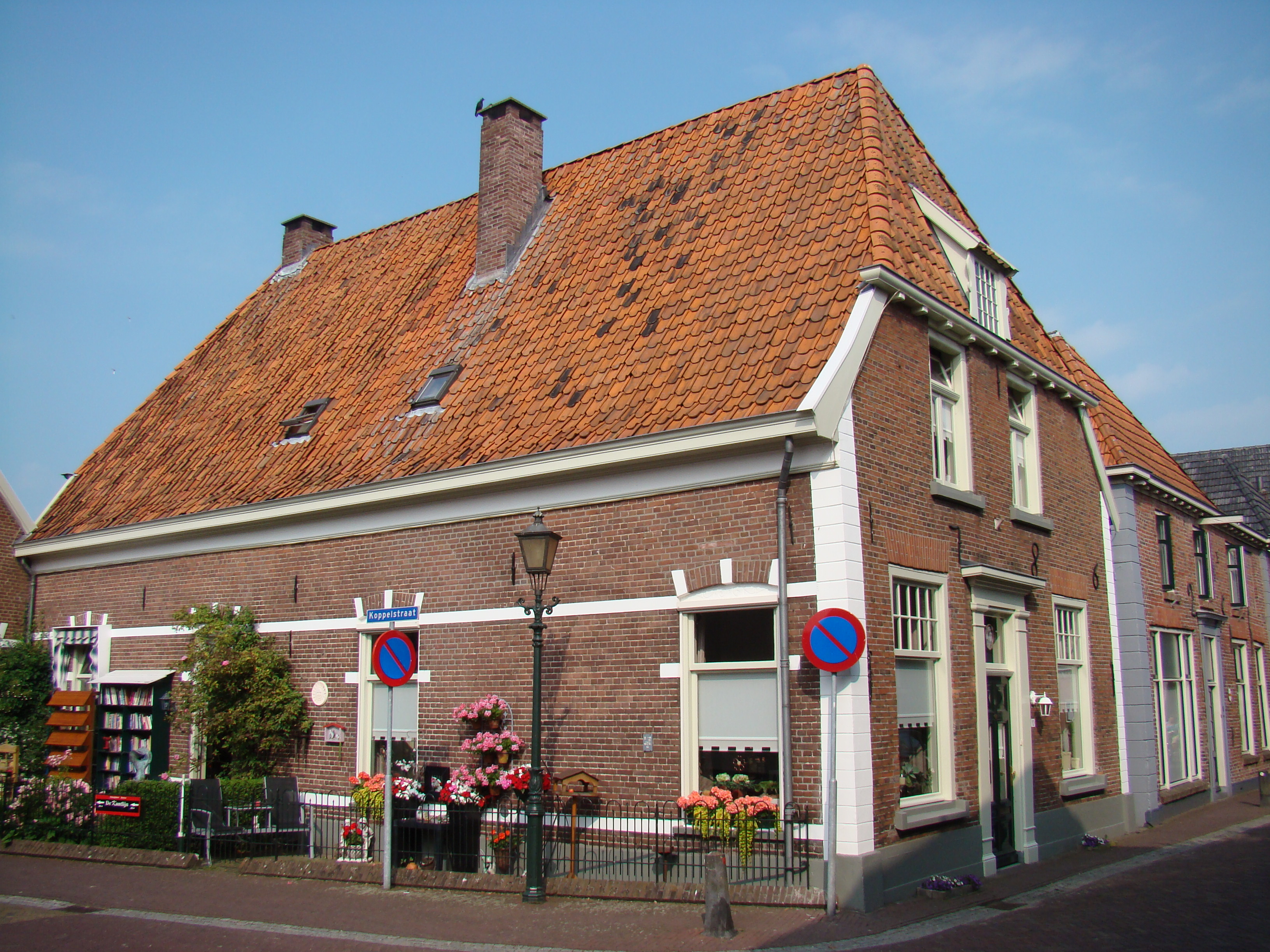
Landstraat 10 te Bredevoort

Landstraat 10 is een rijksmonument aan de Landstraat in Bredevoort.

## Bouwkundige kenmerken
Op de hoek van de Koppelstraat met de Landstraat staat een huis onder hoog wolfsdak dat in de bakstenen voorgevel is voorzien van muurankers met het jaartal 1786. In de rechter zijgevel is vakwerk aanwezig, een deuromlijsting met gecanneleerde pilasters en hoofdgestel. De linker- en voorgevel zijn in latere tijd vernieuwd.